# Piatto (strumento musicale)
Il piatto è uno strumento a percussione, costituito da una lamina concava di metallo fissata al foro centrale, libera di vibrare alle estremità. Fa parte della famiglia degli strumenti idiofoni a suono indeterminato. I piatti sono usati in tutti i generi di musica; sono usati tanto nella tradizionale orchestra sinfonica quanto nella moderna batteria blues, jazz o rock.

## Origini

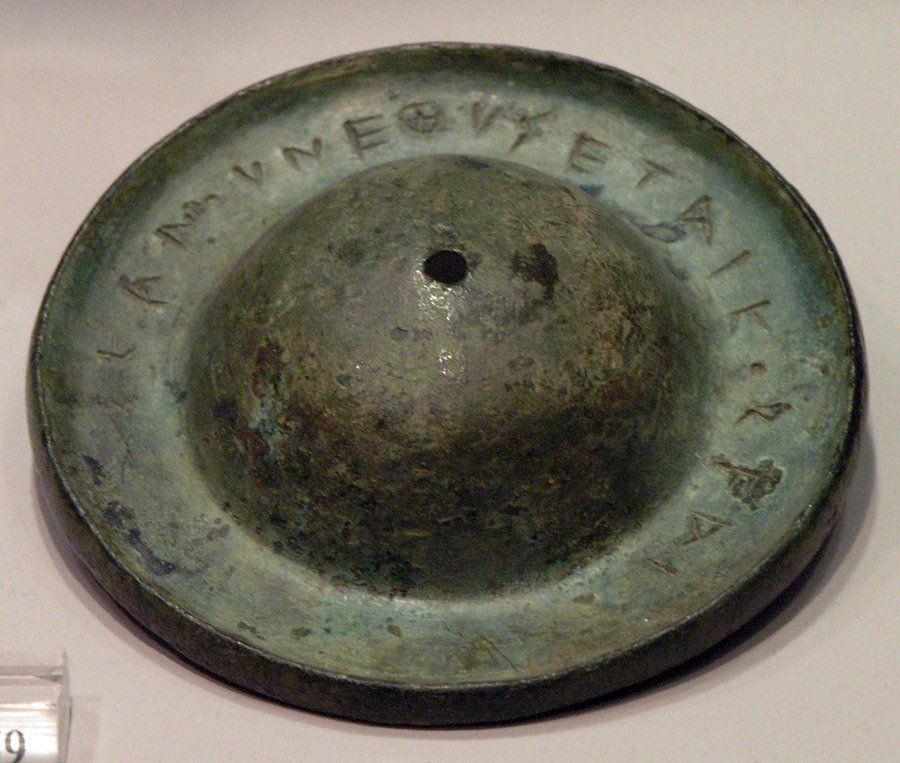
Cembalo di bronzo dedicato a Korè, circa 500-480 a.C. Museo archeologico nazionale di Atene

I piatti hanno origine nel 2000 a.C. circa. Una coppia preistorica di piatti è custodita nella mummia di un musicista religioso egiziano, al British Museum di Londra.
Le forme di piatto utilizzate dai popoli della storia sono differenti. Gli Assiri utilizzavano sia piatti di forma concava che piana, mentre i greci costruivano piatti con la campana (uno sbalzo nel metallo che enfatizza le armoniche generate).
Per secoli i piatti sono stati utilizzati in guerra.I soldati facevano suonare due piatti fra loro per tentare di incutere timore nel nemico durante la battaglia. Anche nei riti religiosi venivano suonati piccoli piatti, e non ne manca menzione nella bibbia.
La costruzione dei piatti era concentrata nella Cina e nella Turchia, dove sono stati scoperti i metodi per rendere questo strumento più resistente e più musicale.
Nelle origini del termine inglese cymbal (trad. piatto) c'è un vocabolo latino, cymbalum che a sua volta deriva dalla parola greca kumbalon o kymvalon da kymvos / κύμβος che significa piatto.

## Realizzazione
Il piatto è tradizionalmente di forma circolare, di dimensione e peso variabile. Le tecniche di produzione differiscono a seconda del livello di qualità e della fascia di prezzo di riferimento. Sono detti anche cimbali, e hanno un suono piuttosto prolungato.

### Piatti di fusione
I piatti di alta qualità sono normalmente in bronzo, con percentuali variabili di rame e stagno; una delle leghe più apprezzate è il bronzo B20 (20% di stagno). I metalli vengono acquistati grezzi e fusi. Alcuni costruttori (per esempio Sabian) aggiungono alla fusione anche quantità minime di argento.
La maggior parte di produttori (ad esempio Sabian e Zildjian) segue questo procedimento:  vengono creati piccoli dischi di bronzo (circa una decina di centimetri, anche a seconda delle dimensioni del piatto in produzione), che vengono scaldati, appiattiti, oggi mediante l'ausilio di laminatoi, e raffreddati. Questo procedimento è svolto più di una decina di volte (anche questo a seconda della tipologia del piatto); grazie a ciò (una specie di tempra), la struttura del piatto diventa molto più resistente, inoltre a quanto dicono i produttori, si migliora la diffusione delle onde sonore. A questo punto, il disco viene forato al centro, e al tornio vengono eseguite le fasi finali della lavorazione: viene formata la campana mediante martellatura; viene poi martellato lungo tutta la superficie e sempre a seconda della tipologia di piatto. È pensiero comune che la martellatura a mano sia sinonimo di migliore qualità rispetto alla martellatura a macchina; in realtà, i due procedimenti hanno conseguenze sulla qualità del suono non paragonabili, quindi vanno valutati in base all'utilizzo ed al gusto personale. La fase più delicata, che invece nei piatti di qualità viene sempre eseguita a mano, è la tornitura mediante sgorbie, operazione che va ad assottigliare specifiche parti del piatto, che finora aveva ancora uno spessore quasi uniforme. Viene infine tagliato e rifinito il bordo.
Esistono invece altri produttori, come UFIP che hanno la peculiarità di fondere i metalli e gettarli dentro ad una forma di ghisa, così come vengono costruite le campane. Il piatto grezzo, liberato dalle bave di fusione, è estremamente fragile a causa della natura cristallina del metallo; esso viene quindi temprato attraverso un riscaldamento all'incandescenza seguito da una rapida immersione in acqua fredda. Il piatto temperato viene quindi lavato e forato centralmente. Segue una prima tornitura per togliere la scorza superficiale scura e la smussatura dei bordi. A questo punto si tornisce la campana e infine si procede alla martellatura, che dà al piatto la giusta accampanatura. Resta infine da eseguire la tornitura finale, con sgorbie manovrate manualmente, che serve a dare l'aspetto e il peso definitivi.
Prima del confezionamento si procede alla selezione, all'accoppiamento degli hi-hat, alla punzonatura e all'impressione delle scritte con i marchi e le indicazioni sul tipo e le dimensioni. Alcuni costruttori (per esempio Zildjian) hanno in catalogo piatti di colore grigio, nero, rosso (celebri i piatti grigi di Nick Mason nel tour dell'album The Wall) ottenuti vaporizzando diversi metalli o leghe sulla loro superficie. In genere, dato che l'applicazione di queste patine altera le qualità del piatto, i costruttori progettano piatti che esaltano le frequenze che l'applicazione va ad attenuare e viceversa.
Di solito i piatti di fusione subiscono un periodo di "stagionatura", necessario a farne migliorare le caratteristiche e a garantire l'uniformità e costanza del suono.

### Piatti stampati
Altra tipologia di piatti sono i piatti cosiddetti "stampati", ovvero realizzati a partire da lastre piane di metallo,  di solito ottone, bronzo B8 (per piatti economici) o bronzo B20 (per quelli più pregiati) ai quali viene impressa la forma, la campana, la curva, ed il taglio del bordo mediante l'utilizzo di presse.
È pensiero comune che i piatti stampati siano piatti economici. In realtà, mentre è vero che i piatti economici sono in genere stampati, non è assolutamente vero il contrario. La produzione della totalità della gamma di prodotti di Meinl e Paiste è, per esempio, prodotta mediante stampa. Questo perché le fasi di lavorazione che più danno pregio sonoro e quindi qualità ad un piatto sono quelle finali, ovvero la tempra, la tornitura e la martellatura; la precisione di una martellatura a macchina può essere preferibile in alcuni ambiti (ad esempio la registrazione), anche se in genere la tornitura viene eseguita a mano.

## Varietà di piatti
Vi sono numerosi tipi diversi di piatti.
Il diametro può essere molto variabile, e si misura comunemente in pollici; le dimensioni vanno da un minimo di 6" (circa 15 cm) a un massimo di 24" (quasi 61 cm); assieme al diametro aumenta lo spessore del piatto e la gravità del suono. Lo spessore del piatto, così come la sua concavità, incidono su numerose caratteristiche del suono, come intonazione, tempo di decadimento, la quantità di armonici, e così via. Le varietà di piatti più comuni sono:
- Piatti orchestrali
- Gong
- Hi-hat
- Piatto ride
- Piatto crash
- Piatto splash
- Piatto China
- Piatto sizzle
- Tam-tam
- Piatto sospeso